# فضیله لواتی
فضیله لواتی (عربی: فضيلة لواتي؛ زادهٔ ۳ مارس ۱۹۷۹) کشتی‌گیر زن اهل تونس بود.